# Zeeger Gulden

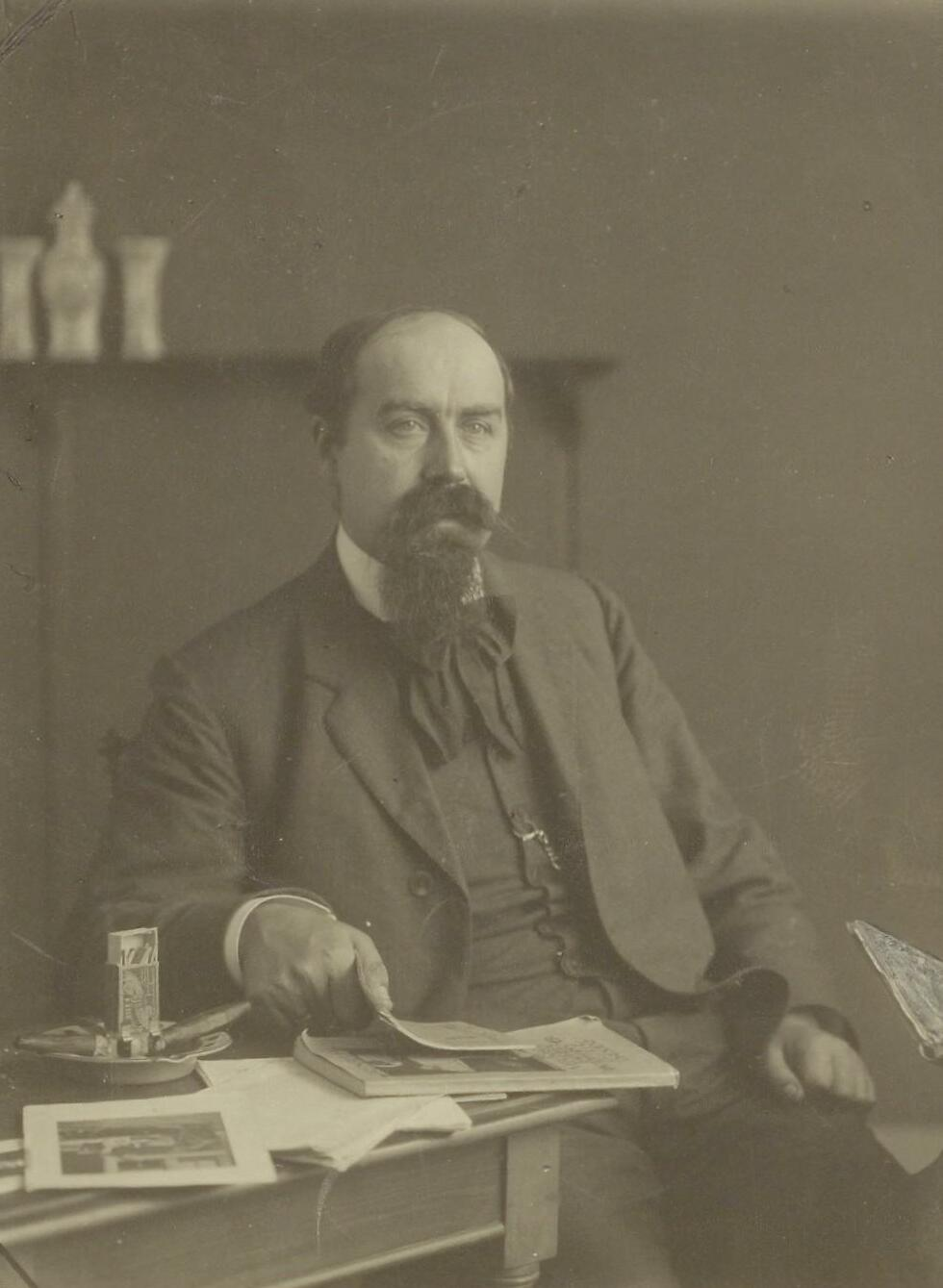
Zeeger Daniël Johan Wilhelm Gulden in 1930

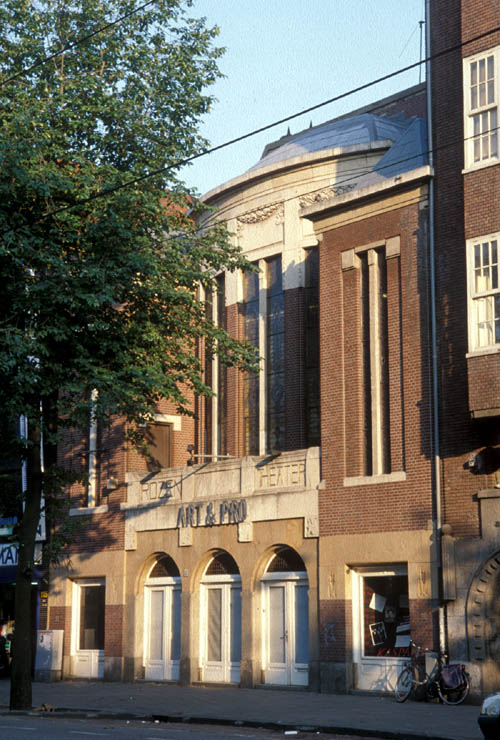
Het Rozentheater is van de hand van Gulden & Geldmaker.

Zeeger Daniël Johan Wilhelm Gulden (Zaltbommel, 2 maart 1875 – Amsterdam, 24 november 1960) was een Nederlands architect en raadslid voor de SDAP in de gemeente Amsterdam.
Samen met collega Melle Geldmaker richtte hij te Amsterdam het architectenbureau Gulden & Geldmaker op, dat betrokken was bij de bouw van arbeiderswoningen in Amsterdam en Maastricht.
Samen met Emanuel Boekman was Gulden in de Amsterdamse gemeenteraad een van de eerste pleitbezorgers voor een Amsterdamse metro.

## Electorale historie
| Verkiezing                                  | Partij                                | Kandidaatnummer | Aantal Stemmen |
| ------------------------------------------- | ------------------------------------- | --------------- | -------------- |
| Gemeenteraadsverkiezingen 1919 in Amsterdam | Sociaal-Democratische Arbeiderspartij | 20              | 119            |
| Gemeenteraadsverkiezingen 1921 in Amsterdam | Sociaal-Democratische Arbeiderspartij |                 | 72             |
| Gemeenteraadsverkiezingen 1923 in Amsterdam | Sociaal-Democratische Arbeiderspartij | 8               | 117            |
| Gemeenteraadsverkiezingen 1927 in Amsterdam | Sociaal-Democratische Arbeiderspartij | 7               | 132            |
| Gemeenteraadsverkiezingen 1931 in Amsterdam | Sociaal-Democratische Arbeiderspartij | 6               | 181            |
| Gemeenteraadsverkiezingen 1935 in Amsterdam | Sociaal-Democratische Arbeiderspartij | 5               | 95             |

## Gepubliceerde werken
- Rationalisatie in de woningbouw (H. Meulenhof, 1930).